# Viscum apiculatum
Viscum apiculatum är en sandelträdsväxtart som beskrevs av Paul Lecomte. Viscum apiculatum ingår i släktet mistlar, och familjen sandelträdsväxter. Inga underarter finns listade i Catalogue of Life.